# Richard Brancatisano
Richard Peter Brancatisano (né le 29 octobre 1983) est un acteur et musicien australien, connu notamment pour son rôle de Xander Bly, le Ranger Vert Mystic, dans Power Rangers : Force mystique.

## Biographie
Brancatisano est né en Nouvelle-Galles du Sud, en Australie. Son intérêt pour les arts de la scène a commencé à un âge précoce, et il est apparu dans plusieurs musicale et pièces de théâtre de son lycée, The King's School à Parramatta.
Avant d'apparaître dans Power Rangers, Richard incarne Corey lors de la saison 2005 de Boyband: The Musical, mis sur pied par Ricochet Working Productions, une compagnie de théâtre australienne, et dans la pièce de théâtre Vin, comme le personnage principal, Vin. Il a étudié pendant trois ans à Theate Nepean et continue à travailler, à la fois comme acteur et musicien national et international.
Dans les milieux du théâtre et de la musique australiens, il est également connu sous le nom de Richie Branco. Il a fait une tournée avec l'artiste néo-zélandaise Gin Wigmore.
Il apparaît dans des séries télévisées pour enfants, comme The Elephant Princess 2 en tant que Caleb et dans Home and Away que le prince Victor-Secca.
Il est en couple depuis peu avec une certaine Aurélie.

## Filmographie
- 2022 : After the Verdict : Dom
- 2022 : Carmen : Pablo
- 2022 : The Twelve : Michael Sleiman
- 2018 : Dr Harrow : Sgt. Gabriel Capello
- 2018 : Quand le passé ressurgit : Jonathan Corigan
- 2018 : Olivia Newton-John: Hopelessly Devoted to You : Matt Lattanzi
- 2016 : Struggling Servers
- 2016 : Alex & Eve : Alex
- 2016 : Chasing Life : Dominic Russo
- 2015 : Hamish Anderson : Little Lies : Talk Show Host
- 2013 : Dance Academy : Rhys
- 2013 : Reef Doctors : Dr. Rick D'Alessandro
- 2012 : Bait : Rory
- 2012 : Dripping in Chocolate : Saxon Blake
- 2011 : Underbelly : Guido Calletti
- 2011 : Son Altesse Alex : Caleb
- 2011 : Things to Do : Pete
- 2007–2010 : Summer Bay : Prince Vittorio Seca / Theo Barrett
- 2009 : Cupid (Court-métrage)
- 2009 : Whiteline (Court-métrage)
- 2007 : Power Rangers Operation Overdrive : Xander BlyGreen Mystic
- 2007 : The Sixth Commandment (Court-métrage)
- 2006 : Power Rangers : Xander BlyGreen Mystic
- 2006 : This Girl in the Desert : Horned Man
- 2004 : Double the Fist : Terroriste
- 2002 : White Collar Blue : Darcy Worth

## Apparition publique
Richard était l'un des invités de la Morphicon Power, la première convention sur les Power Rangers, à Los Angeles en juin 2007.